# 대한민국의 텔레비전 등급 제도
대한민국의 텔레비전 등급 제도는 방송통신심의위원회에서 의무적으로 규정한 제도로 텔레비전 프로그램의 주제, 폭력성, 선정성, 언어, 모방 위험 등을 종합적으로 판단하여 시청 가능 연령에 맞게 방송 사업자가 자율적으로 사전 심의를 거쳐 등급을 의무적으로 매기는 제도이다.

## 개요 및 도입 배경
1960년대 이후 미디어의 폭력성과 선정성 시비 문제에 대한 수많은 연구 결과를 토대로, 미국과 캐나다, 프랑스, 호주, 영국 등 서구권 국가에서 널리 실시되어 가장 긍정적인 파급 효과를 거두고 있는 선진화된 제도이다. 이는 폭력적이거나 선정적인 프로그램 노출이 어린이와 청소년의 정서 발달에 부정적인 영향을 미칠 수 있다는 연구 결과에서 시작되었다. 어린이와 청소년의 경우 폭력적이거나 선정적인 프로그램에 지나치게 노출될 경우, TV에서 제시되는 폭력 기법을 모방할 수도 있고, 심리적으로 자제력을 상실케하여 폭력 행위 등 모방 심리를 부추기는 반사회적인 결과를 초래할 수 있다는 연구 결과가 있다.
대한민국에서는 국민의 정부(김대중 정부) 출범 이후에 통합 방송법 시행으로 2001년 2월 1일부터 1차로 실시되어, 국내외 영화를 비롯한 애니메이션, 수입 드라마(해외 제작 드라마), 뮤직 비디오 등에 시범적으로 적용되었다. 하지만, 현실적인 TV 프로그램 제작 여건을 고려해서, 국내외 드라마 프로그램들의 폭력성과 선정성 시비 문제로 인한 어린이와 청소년에게 부정적인 악영향을 미칠 수 있다는 시청자 단체와 방송 업계의 의견에 따라 프로그램 등급제 확대의 필요성이 거론되어, 2002년부터 국내 제작 드라마를 등급제 2차 대상에 우선 포함하여, 방송사 내부의 충분한 시행 연습 기간을 6개월 동안 거친 후에, 같은 해인 10월 중순에 의무화하였고, 그 동안 문제점으로 지적돼 왔던 프로그램 등급 고지 방법을 비롯한 영화와 드라마 등 특정 등급 적용 장르, 애매모호한 등급 분류 기준 등의 사항을 구체적으로 보완하여, 2007년부터 비속어 남발 문제가 가장 제일 많은 예능 및 오락 프로그램까지 의무적으로 3차 대상으로 확대하였다.
이는, 텔레비전 방송에 있어서 드라마를 비롯한 예능 및 오락 프로그램들의 차지하는 비중이 상당히 높을 뿐만 아니라, 폭력성과 선정성이 범람하고 있는 방송 환경 속에서, 어린이와 청소년들의 정서에 악영향을 미칠 수 있다는 점을 염두에 둔 것으로 풀이된다.

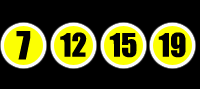
시청 등급 표시의 예시.
해당 기호를 화면의 좌측 상단이나 우측 상단에 의무적으로 표시해야 한다.
더욱이, 청소년 보호법상, 청소년 유해 매체물로 간주되는 19세 이상 시청가의 경우 프로그램 시작부터 끝까지 등급 기호를 계속적으로 표시하는 등 청소년 유해 표시를 의무적으로 해야 한다.

시청 등급 분류는 초창기에는 '▲전체 시청가 ▲7세 이상 시청가 ▲12세 이상 시청가 ▲19세 이상 시청가' 등 4단계로 분류되었으나 12세와 19세 이상 시청가 사이에 등급 분류가 애매모호하다는 의견을 전제로 '15세 이상 시청가' 등급을 추가 신설하여 다섯 단계로 분류하였다. 또한 2017년 3월 방송분부터 '주제, 폭력성, 선정성, 언어' 외에 '모방 위험'를 추가 신설하여 시청 등급 분류 사유 표시(15세 및 19세 등급 표시 프로그램에 한함)를 의무화했다.19세 이상은 보통 빨간색, 15세 이상은 주황색으로 나오고, 12세,7세 이상은 노란색으로 표시된다.

## 등급, 분류 표시
방송통신심의위원회에서는 2017년 3윌 1일부터 15세 이상 시청가, 19세 이상 시청가 등급을 받은 TV 프로그램 등급 분류 표시(주제, 폭력성, 선정성, 언어, 모방 위험)를 의무적으로 표시하고 있다.
- 전체 시청가 : "이 프로그램은 모든 연령의 시청자가 시청 할 수 있습니다."
- 7세 이상 시청가 : "이 프로그램은 7세 미만의 어린이가 시청하기에 부적절하므로 보호자의 시청지도가 필요한 프로그램입니다"
- 12세 이상 시청가 : "이 프로그램은 12세 미만의 어린이가 시청하기에 부적절하므로 보호자의 시청지도가 필요한 프로그램입니다"
- '15세 이상 시청가 : "이 프로그램은 15세 미만의 청소년이 시청하기에 부적절한 내용 (주제, 폭력성, 선정성, 언어, 모방 위험 중 해당 사항 기술)을 포함하고 있어 보호자의 시청 지도가 필요합니다."
- '19세 이상 시청가 : "이 프로그램은 19세 미만의 청소년이 시청하기에 부적절한 내용 (주제, 폭력성, 선정성, 언어, 모방 위험 중 해당 사항 기술)을 포함하고 있습니다"나 "이 프로그램은 19세 미만의 청소년이 시청하기에 부적절한 내용 (주제, 폭력성, 선정성, 언어 사용, 모방 위험 중 해당 사항 기술)을 포함하고 있어 보호자의 시청 지도가 필요합니다."

| 시청 등급 | 주제 | 폭력성 | 선정성 | 언어 | 모방 위험 | 해당 기술 |
| --------- | --- | --- | --- | --- | --- | --------- |
|           | 모든 연령의 시청자가 시청할 수 있는 등급 "이 프로그램은 모든 연령의 시청자가 시청할 수 있습니다." | - 타인에 대한 신체적 가격이나 무기류를 이용한 폭력 표현이 없는 소재 - 유혈이나 신체 훼손 등의 표현이 없는 소재 - 성적 폭력 행위가 표현되지 않은 소재 - 기타 폭력적 표현이 없는 소재 | - 성적 내용과 관련된 신체 노출이나 접촉이 표현되지 않은 소재 - 성적 내용과 관련된 언급이 표현되지 않은 소재 - 기타 정서적 불안감을 줄 수 있는 선정적 표현이 없는 소재 | - 비속어, 은어, 저속한 조어 등의 사용이 없는 소재 - 기타 부적절한 억양이나 어조 등의 사용이 없는 소재                                                                                        | - 음주, 약물, 자살 등 어린이의 모방 심리를 자극하는 표현이 없는 소재 - 범죄 수단과 흉기의 사용 방법 등과 관련된 표현이 없는 소재 - 어린이 대상 집단 폭력이나 따돌림, 비행 행위 등의 표현이 없는 소재 - 기타 위험한 행위 등 모방 위험 우려가 없는 소재 |           |
|           | 7세 미만의 어린이에게 정신적, 신체적으로 유해한 내용이 있어 보호자의 시청 지도가 필요한 등급 "이 프로그램은 7세 미만의 어린이가 시청하기에 부적절하므로 보호자의 시청지도가 필요한 프로그램입니다."                                                                           | - 가상의 세계에서 이루어지더라도 타인에 대한 신체적 가격이나 무기류를 이용한 폭력이 거의 표현되지 않거나 현실적으로 표현되지 않은 소재 - 유혈이나 신체 훼손 등의 표현이 전체적인 맥락상 암시적으로 묘사된 것/묘사되지 않은 소재 - 성적 폭력 행위가 표현되지 않은 소재 - 기타 폭력적 내용이 전체적인 맥락상 암시적으로 표현된 소재 | - 일상 생활 속에서의 가벼운 신체 노출이나 자연스러운 신체 접촉만이 표현된 소재 - 성적 내용과 관련된 언급이 표현되지 않은 소재 - 기타 정서적 불안감을 줄 수 있는 선정적 표현이 없거나 또는 매우 경미한 소재                                                                                              | - 비속어, 은어, 저속한 조어 등의 사용이 없는 소재 - 기타 어린이의 바른 언어 생활을 해치는 부적절한 억양이나 어조 등의 사용이 없는 소재                                                       | - 음주, 약물, 자살 등 어린이의 모방 심리를 자극하는 표현이 없는 소재 - 범죄 수단과 흉기의 사용 방법 등과 관련된 표현이 없는 소재 - 어린이 대상 집단 폭력이나 따돌림, 비행 행위 등의 표현이 없는 소재 - 기타 위험한 행위 등 어린이 모방 위험 우려의 요소가 없거나 비현실적으로 표현된 소재 |           |
|           | 12세 미만의 어린이에게 정신적, 신체적으로 유해한 내용이 있어 보호자의 시청 지도가 필요한 등급 "이 프로그램은 12세 미만의 어린이가 시청하기에 부적절하므로 보호자의 시청지도가 필요한 프로그램입니다."                                                                         | - 타인에 대한 신체적 가격이나 무기류를 이용한 폭력이 공포심을 유발하지 않고 경미하게 표현된 소재 - 유혈이나 신체 훼손 등의 표현이 간접적으로 묘사된 것/묘사되지 않은 소재 - 성적 폭력 행위가 표현되지 않은 소재 - 기타 폭력적 내용이 간접적으로 표현된 소재                                                                       | - 신체 노출이 직접적이거나, 신체가 구체적으로 묘사되고, 자세하게 표현되지 않은 소재 - 신체 접촉이 일상 생활 속에서의 자연스러운 애정 표현 수준으로 묘사된 소재 - 성적 내용과 관련된 언급이 전체적인 맥락 상 암시적으로 표현된 소재 - 기타 정서적 불안감을 줄 수 있는 선정적 내용이 경미하게 표현된 소재 | - 시청자가 불쾌감을 조장하지 않을 정도의 악의 없는 욕설이나 비속어, 은어, 조어 등이 전체적인 맥락상 필요한 경우에 표현된 소재 - 기타 부적절한 억양이나 어조 등의 사용이 경미하게 표현된 소재 | - 음주, 약물, 자살 등이 전체적인 맥락상 필요한 경우에 사실적이지 않게 표현된 소재 - 범죄 수단과 흉기의 사용 방법 등과 관련된 표현이 반드시 필요한 경우에 한해 간접적이고 암시적으로 표현된 소재 - 어린이 대상 학교 내 집단 폭력이나 따돌림, 비행 행위 등의 표현이 반드시 필요한 경우에 한해 정당화되지 않고 간접적으로 표현된 소재 - 기타 모방 위험 우려의 요소가 반드시 필요한 경우에 한해 암시적으로 표현된 소재 |           |
|           | 15세 미만의 청소년에게 정신적, 신체적으로 유해한 내용이 있어 보호자의 시청 지도가 필요한 등급 "이 프로그램은 15세 미만의 청소년이 시청하기에 부적절한 내용(언어)를 포함하고 있어 보호자의 시청지도가 필요합니다."                                                             | - 타인에 대한 신체적 가격이나 무기류를 이용한 폭력이 반복적으로 표현되지 않은 소재 - 유혈이나 신체 훼손 등의 표현이 반복적으로 묘사되지 않은 소재 - 성적 폭력 행위가 전체적인 맥락상 암시적으로 표현된 소재 - 기타 폭력적 내용이 반복적으로 표현되지 않은 소재                                                                    | - 신체 노출이 강조되거나 반복적으로 표현되지 않은 소재 - 성적 신체 접촉이 자극적이지 않게 표현된 소재 - 성적 내용과 관련된 언급이 구체적이지 않게 표현된 소재 - 기타 정서적 불안감을 줄 수 있는 선정적 내용이 반복적으로 표현되지 않은 소재                                                             | - 시청자가 불쾌감을 조장하지 않을 정도의 악의 없는 욕설이나 비속어, 은어, 조어 등이 반복적으로 표현되지 않은 소재 - 기타 부적절한 억양이나 어조 등의 사용이 반복적으로 표현되지 않은 소재    | - 음주, 약물, 자살 등을 조장하거나 반복적으로 표현되지 않은 소재 - 범죄 수단과 흉기의 사용 방법 등과 관련된 표현이 직접적으로 묘사된 소재 - 청소년 대상 학교 내 집단 폭력이나 따돌림, 비행 행위 등이 정당화되거나 미화되지 않게 표현된 소재 - 기타 모방 위험 우려의 요소가 반복적으로 표현되지 않은 소재 |           |
|           | 19세 미만의 청소년이 시청하기에 부적절하며 시청 제한할 필요가 있는 등급으로 성인을 대상으로 하고 있습니다. "이 프로그램은 19세 미만의 청소년이 시청하기에 부적절한 내용 (주제, 언어, 모방위험, 선정성, 폭력성, 해당 기술 등)을 포함하고 있어 보호자의 시청지도가 필요합니다." | - 타인에 대한 신체적 가격이나 무기류를 이용한 폭력이 사실적으로 상세하게 묘사되었거나 반복적으로 표현된 소재 - 유혈이나 신체 훼손 등의 표현이 상세하거나 반복적으로 묘사된 소재 - 성적 폭력 행위가 자극적이지 않게 표현된 소재 - 기타 폭력적 내용이 구체적이거나 반복적으로 표현된 소재                                           | - 신체 노출이 부각 또는 강조되거나 반복적으로 표현된 소재 - 성적 신체 접촉이 상세하거나 자극적으로 표현된 소재 - 성적 내용과 관련된 언급이 구체적으로 표현된 소재 - 기타 정서적 불안감을 줄 수 있는 선정적 내용이 구체적이거나 반복적으로 표현된 소재                                                   | - 사회 통념 상 용인 되는 수준의 욕설이나 비속어, 은어, 조어 등이 반복적으로 표현되지 않은 소재 - 시청자가 불쾌감을 조장하는 자극적이고 모욕적인 억양이나 어조 등의 사용이 있는 소재          | - 음주, 약물, 자살 등이 사실적이고 반복적으로 표현된 소재 - 범죄 수단과 흉기의 사용 방법 등과 관련된 표현이 사실적으로 상세하게 묘사된 소재 - 청소년 대상 학교 내 집단 폭력이나 따돌림, 비행 행위 등이 구체적이고 반복적으로 표현된 소재 - 기타 모방 위험 우려의 요소가 구체적이거나 반복적으로 표현된 소재 |           |

## TV 프로그램 등급, 분류 표시
방송통신위원회가 2016년 12월 22일, 전체 회의를 통해 “TV 프로그램 등급, 분류 표시 등에 관한 규칙” 개정안을 의결하여 2017년 3월 1일부터 등급 및 분류 표시 방식이 새롭게 적용되고 있다. 개정된 주요 사안은 다음과 같다.
- 개정 사유 : 현행 방송 프로그램 등급제는 어린이, 청소년을 유해한 방송 환경으로부터 보호하기 위하여 지난 2001년 도입되었으나, 규칙 내 등급 분류기준의 추상성 문제에 기인하여, 유사한 방송 내용임에도 불구하고, 방송사 및 프로그램 별로 서로 다른 등급을 부여하거나 대다수의 프로그램이 특정 상위 등급으로 분류되는 경우가 많으므로, 보호자의 시청 지도에 혼란을 일으키고 있지만, 방송 사업자들이 올바르고 다양한 시청 등급을 부여할 수 있도록 등급 분류 기준 (주제, 폭력성, 선정성, 언어, 모방 위험)을 보다 명확하게 세분화하였다.

- 등급 분류 기준 보완 및 세분화 : 주제, 폭력성, 선정성, 언어 외에 모방 위험 등을 추가 신설하여, 보다 쉽고, 명확한 파악을 위해 각 요소 별 등급 및 분류 표시 기준을 세분화하였다.

- '15세 이상 시청가', '19세 이상 시청가' 등급의 경우에는 TV 프로그램 방송 시작 전에 해당 등급, 분류 사유 (주제, 폭력성, 선정성, 언어 사용, 모방 위험 중 해당 사항 기술)를 시청자가 인지 가능한 크기 (전체 고지 화면의 절반 이상을 차지하는 크기)로 의무적으로 고지케 하여, 가정 내 시청 지도를 위한 정보를 일목요연하게 제공하도록 한다.

- TV 프로그램 시작 전에 등급 기호와 함께, 등급에 대한 부연 설명을 고지하되 매 방송마다 이러한 부연 설명을 통일해야 한다.

- 전체 시청가 : "이 프로그램은 모든 연령의 시청자가 시청 가능합니다"
- 7세 이상 시청가 : "이 프로그램은 7세 미만의 어린이가 시청하기에 부적절하므로 보호자의 시청 지도가 필요합니다"
- 12세 이상 시청가 : "이 프로그램은 12세 미만의 어린이가 시청하기에 부적절하므로 보호자의 시청 지도가 필요합니다"
- 15세 이상 시청가 : "이 프로그램은 15세 미만의 청소년이 시청하기에 부적절한 내용 (주제, 폭력성, 선정성, 언어, 모방 위험 중 해당 사항 기술)을 포함하고 있어 보호자의 시청 지도가 필요합니다"
- 19세 이상 시청가 : "이 프로그램은 19세 미만의 청소년이 시청하기에 부적절한 내용 (주제, 폭력성, 선정성, 언어, 모방 위험 중 해당 사항 기술)을 포함하고 있습니다"나 "이 프로그램은 19세 미만의 청소년이 시청하기에 부적절한 내용 (주제, 폭력성, 선정성, 언어 사용, 모방 위험 중 해당 사항 기술)을 포함하고 있어 보호자의 시청 지도가 필요합니다"

- 방송 시작과 동시에 화면의 대각선의 1/20 크기의 등급 기호를 30초 이상, 방송 중에는 10분마다 30초 동안 등급 기호를 좌측 상단이나 우측 상단에 고지하여야 한다.

- 등급 기호 모양은 원형, 노란색 바탕, 검은색 글씨로 표시해야 한다.
- 본방송 프로그램 시작 전, 등급을 표시하는 기호와 함께 부연 설명을 화면의 1/4 크기 이상으로 5초 이상 자막 고지하여야 한다.
- 아울러 15세 이상 시청가, 19세 이상 시청가 등급의 경우에는 해당 등급, 분류 사유(주제, 폭력성, 선정성, 언어, 모방 위험 중 해당 사항 기술)가 포함된 부연 설명이 전체 고지 화면의 절반(1/2) 이상을 차지하여 의무적으로 고지하도록 한다.
- 단, 19세 등급은 프로그램 시작부터 끝까지 사라지는 등의 변함 없이 등급 기호를 계속 표시하되 TV 프로그램 등급 분류 및 표시 등에 관한 규칙 및 청소년 보호법에 따라 청소년 유해 표시를 의무적으로 해야 한다.
- 더욱이, 청소년 시청 보호 시간대에 방송되는 19세 등급 표시 프로그램 예고 방송의 경우에는 청소년 보호법에 따라 청소년 유해 매체물의 판정 기준에 해당 되는 내용을 포함 해서는 안된다.
- 아울러, 19세 등급은 청소년 보호법상, 청소년 유해 매체물로 엄연히 분류되어 청소년 시청 보호 시간대에 방영할 수 없다(방송심의에 관한 규정에 따라 사후 심의를 통해서 청소년 유해 매체물로 결정 후, 해당 주무부처 여성가족부에서 고시함).
- '전체 시청가'는 등급 표시 기호가 없으므로 프로그램 시작 전에 "이 프로그램은 모든 연령의 시청자가 시청할 수 있습니다"라는 부연 설명을 반드시 의무적으로 자막 고지하도록 한다.

## 적용 시기
| 회차  | 의무 시행 일자 | 적용 범위 |
| ----- | -------------- | --- |
| 제1차 | 2001/02/01     | - 영화 및 애니메이션 (국내 및 해외 제작) - 수입 드라마 (해외 제작 드라마) - 뮤직 비디오 |
| 제2차 | 2002/11/01     | - 국내 제작 드라마 (미니시리즈, 일일극, 단막극, 주말극, 주간극 등) |
| 제3차 | 2007/01/01     | - 예능 및 오락 프로그램 - 폭력성 및 선정성 등 모방 위험의 우려가 많은 범죄 및 사건, 사고 등을 다룬 재연 프로그램 - 폭력성 및 모방 위험의 우려가 많은 프로 레슬링 및 이종 격투기와 E스포츠 프로그램 |
| 제4차 | 2017/03/01     | - 프로그램 등급 분류 사유(폭력성, 선정성, 언어 사용, 모방 위험 우려 등) 표시 의무화(15세 및 19세 등급 표시를 하는 프로그램에 한함)                                                                 |

## 프로그램 등급제 적용 예외 대상
해당 프로그램은 적용 예외 대상으로 전체 시청가로 분류된다.
- 뉴스 프로그램
- 다큐멘터리 프로그램
- 생활 정보 프로그램
- 시사 관련 대담 및 토론 프로그램
- 교육 및 문화 그리고 예술 프로그램
- 지식이나 재치를 겨루는 순수 퀴즈 프로그램
- 스포츠 프로그램
- 기타 위원회가 인정한 프로그램
- 교양 프로그램
- 옴부즈맨 프로그램

## 제도의 실효성에 대한 문제점
2002년 11월 시청 가능 연령을 표시하는 드라마 등급제가 인력 보강 등 방송사 내부의 사전 준비 기간이 늦어지는 관계로, 6개월 간의 충분한 계도 기간을 거친 후에 도입되기는 했지만, 등급 제도의 실효성에 대한 허점이 많았다. 등급이 높으면 높을수록 오히려 등급에 맞지 않는 연령층의 호기심을 유발하여 등급 제도의 실효성이 없다는 입장으로, 매체 융합화 및 상업화로 인하여 매체 및 방송사들간의 경쟁 격화에 따라 선정성 및 폭력성이 짙은 방송 프로그램이 범람하여 방송 프로그램에 대한 청소년 유해 매체물의 결정 및 고시 건수가 해마다 점진적으로 증가하는 추세다. 지난 2006년 방송되었던 MBC 드라마 《궁》을 예로 들어 보면, 방송 초기에는 12세 등급으로 방송되다가 3월 9일부터 15세 등급으로 상향 조정되었지만 오히려 지난 방송에 비해 2.4%의 시청률이 더 상승하였다.
세밀한 고려 없이 낮은 등급이나 높은 등급을 매겨 방송하는 경우도 있다. 2005년 2월 25일에 방송되었던 MBC 베스트극장 〈인생은 짧다〉 편이 대표적인 경우다. 이 방송에서는 남성이 상의를 벗은 채 베드신과 여성의 총기 난사, 언어 폭력과 칼을 휘두르는 장면이 나오는데도 12세 등급을 받아 논란이 되었다. 2008년 방송되었던 SBS 드라마 《타짜》는 방영 초기 15세 등급으로 방송되었으나 15세 등급에 비해 매우 폭력적이고 사행심을 조장하는 내용 특성상, 청소년 보호법상 19세 이상 시청가 등급으로 상향 조정되기도 했다.
그 동안 방송 프로그램 등급 제도는 다소 추상적인 분류 기준 등 매우 미흡한 실효성에도 불구하고 일부 방송사들의 인식 부족과 생색 내기식으로 가정 내 시청 지도 자료로 활용하기에는 미흡하다는 지적을 받아왔다. 특히 방송 내용과 전혀 상관 없이 천편일률적으로 15세 이상 시청가 등급을 부여하는 관행이 일관되어 지상파는 약 70%, 종합 편성 채널은 약 80%가 15세 이상 시청가로 분류되었고 일부 케이블 채널은 그 비율이 최고 90%를 넘나들기도 했다. 또한 15세 이상 시청가 외에 청소년 보호법상 청소년 유해 매체물로 간주되는 19세 이상 시청가 프로그램은 해당 시청 등급으로 분류한 사유(주제, 폭력성, 선정성, 언어, 모방 위험)를 방송 시작 전 자막으로 고지케 하여 시청자들이 방송 프로그램의 유해성 여부를 명확하고 일목요연하게 파악할 수 있도록 했다.
2011년 여성가족부가 조사한 청소년 유해 환경 실태 전수 조사에 따르면 청소년이 성인용 영상물을 최초로 경험한 시기가 저연령화되는 추세로 초등학교 6학년인 23.5%, 중학교 1학년인 31.1%가 한 달에 1 ~ 2회 성인 프로그램을 시청하는 꼴로 집계되었다. 학교 자율 학습 및 학원 수업 등으로 인한 늦은 귀가로 심야 시간 방송 시청에 따라 유해한 방송물에 대한 시청이 일상화되었다. 또한 주 5일제 근무 제도 도입 이후에 토요 휴무일에도 평일 보호 시간대를 적용하여 아침 방송 시간대가 보호 시간대를 벗어나 유해 방송물 노출 빈도가 가장 높아 청소년 보호의 사각지대로 그 동안 방치되어 왔다.
그 동안 IPTV 등 유료 방송 사업자는 청소년의 성인 방송물 시청 방지를 위해 수신 단말 장치에 청소년 보호 장치 기능 등을 마련하였으나 가입자에 대한 홍보가 다소 미흡하여 청소년의 성인물 시청 방지에 실효성을 거두지 못하였다.
청소년의 성인 방송물 시청 방지를 위한 해결책은 가입 계약서 작성 시 '청소년의 방송 성인물 시청 차단을 위한 보호 장치' 사용법, 서비스 개통 시 청소년 시청 제한 기능(시청 연령 제한, VOD 등 PPV 연령 제한)을 필수적으로 설치하여 가입자에게 청소년 보호 장치에 대해서 반드시 필수적으로 설명 하도록 서비스 이용 약관에 명시되어 있다.
더욱이 캐치온 등 방송법에 의한 프리미엄 유료 방송 채널은 유료 채널 서비스의 특성을 감안하여 기본료 외에 가입자의 선택에 따라 채널 단위로 별개의 시청료를 지불하는 방송 서비스로써 디지털 신호 방식을 기반으로 유료 채널 등 미성년자의 수신을 제한하는 수신 제한 시스템(Conditional Access System) 등 성인 인증 보안 시스템을 전제로 청소년 시청 보호 시간대를 오후 6시에서 오후 10시까지 예외적으로 제한하고 있지만 미국, 독일, 호주, 영국, 뉴질랜드의 경우 프로그램 등급 제도와 함께 성인 프로그램 편성을 허용되기 시작하는 시간대인 '경계 시간대(Safe Harbor)', 청소년 시청이 불가능한 시간대인 '안전 도피 시간대(Watershed)', 일본의 경우 '어린이 배려 시간대(일본어: 子供配慮時間帯)'등을 설정하여 각 나라의 문화, 환경, 생활 패턴에 따라 각 국가별로 유동적으로 다르다.

## 국가별 안전 도피 시간대 및 경계 시간대 비교
- 미국 -  22:00 ~ 06:00
  - 다른 나라들과 달리 '경계 시간대' 대신 '안전 도피 시간대' 사용.
  - 단, 지상파에 한하여 침투력이 강하고 가정의 사생활을 침해할 소지가 있는 FCC 규정이 적용. 미성년자의 수신 제한을 위한 보안 시스템을 전제로 하는 프리미엄 유료 채널 서비스는 예외적으로 적용.
- 영국 - 21:00 ~ 05:30
  - 미성년자의 수신 제한을 위한 성인 인증 시스템을 전제로 하는 프리미엄 유료 채널 서비스는 예외적으로 적용.
- 캐나다 - 21:00 ~ 06:00
- 호주 - 21:00 ~ 06:00
  - 15세 등급 이상은 21:00 이전에 방송 불가.
  - 1995년 성인 전용 유료 채널 서비스가 시작되었을 때 경계 시간대를 지정하였으나, 2004년부터 페이퍼 뷰(편당 구매 콘텐츠) 서비스 도입 이후 경계 시간대는 거의 사라짐.
- 오스트리아, 독일, 스위스 - 22:00 ~ 05:30
  - 독일어를 사용하는 국가의 경우 경계 시간대는 22:00 ~ 05:30이며, '미성년자 불가'는 23:00 이후부터 가능.
- 뉴질랜드 - 20:30 ~ 05:00 / 12:00 ~ 15:00 (특별히 학기 중 안전 도피 시간대 운용)
- 아일랜드 - 21:00 ~ 05:30
  - 12, 15, 18세 등급 영화의 경우 미성년자의 수신 제한을 위한 성인 인증 시스템을 전제로 하는 유료 채널 서비스는 어느 시간대나 볼 수 있음.
- 그리스
  - 주홍색 바탕 흰색 삼각형 : 19:00부터 익일 06:00까지 미성년에게 조건부 허용되지만 부모 승낙 필요.
  - 보라색 바탕 흰색 사각형 : 21:00부터 익일 06:00까지 15세 이하에게 부적절한 콘텐츠.
  - 적색 바탕 흰색 X : 00:00부터 익일 06:00까지 성인만 가능한 콘텐츠.
- 핀란드 - 등급별로 경계시간대 차등화
  - 17:00 : 11세 등급의 콘텐츠
  - 19:00 : 13세 등급의 콘텐츠
  - 21:00 : 15세 등급의 콘텐츠
  - 23:00 : 18세 등급의 콘텐츠
- 한국 - 평일 7:00 ~ 9:00, 13:00 ~ 22:00 (청소년 시청 보호 시간대) / 주말, 공휴일 7:00 ~ 22:00 (초·중·고 방학 기간 포함)[18]
  - 케이블TV, IPTV, 위성TV 가입자의 선택에 의해서 채널 단위로 별개의 시청료를 지불하는 유료 방송 채널은 서비스의 특성을 감안하여, 예외적으로 18:00부터 22:00까지 제한.
- 일본 - 17:00 ~ 21:00 (어린이 배려 시간대(일본어: 子供配慮時間帯)이므로, 현행 법상 경계 시간대 및 안전 도피 시간대를 별개로 두고 있지 않음.)
  - 스카이 퍼팩(위성 방송) 등 미성년자의 수신 제한을 위한 성인 인증 시스템을 전제로 하는 프리미엄 유료 채널 서비스는 예외적으로 적용.
  - 일본 민간방송연맹 가이드 라인에 따라, 어린이 및 청소년 보호를 위한 자율적인 보호 정책을 명분화하여, NHK 프로그램 중 어린이와 청소년의 정서 함양의 일환으로 기획 및 제작 하는 등 별도의 규정은 두지 않음.

## 같이 보기
- 영상물 등급 제도
- 텔레비전 등급 제도
- 대한민국의 영상물 등급 제도
- 대한민국 방송통신심의위원회